# Schweppes
Schweppes (/ʃwɛps/) és una marca suïssa de begudes que es ven a tot el món. Inclou una varietat de llimonada, aigua amb gas i ginger ale.

## Història

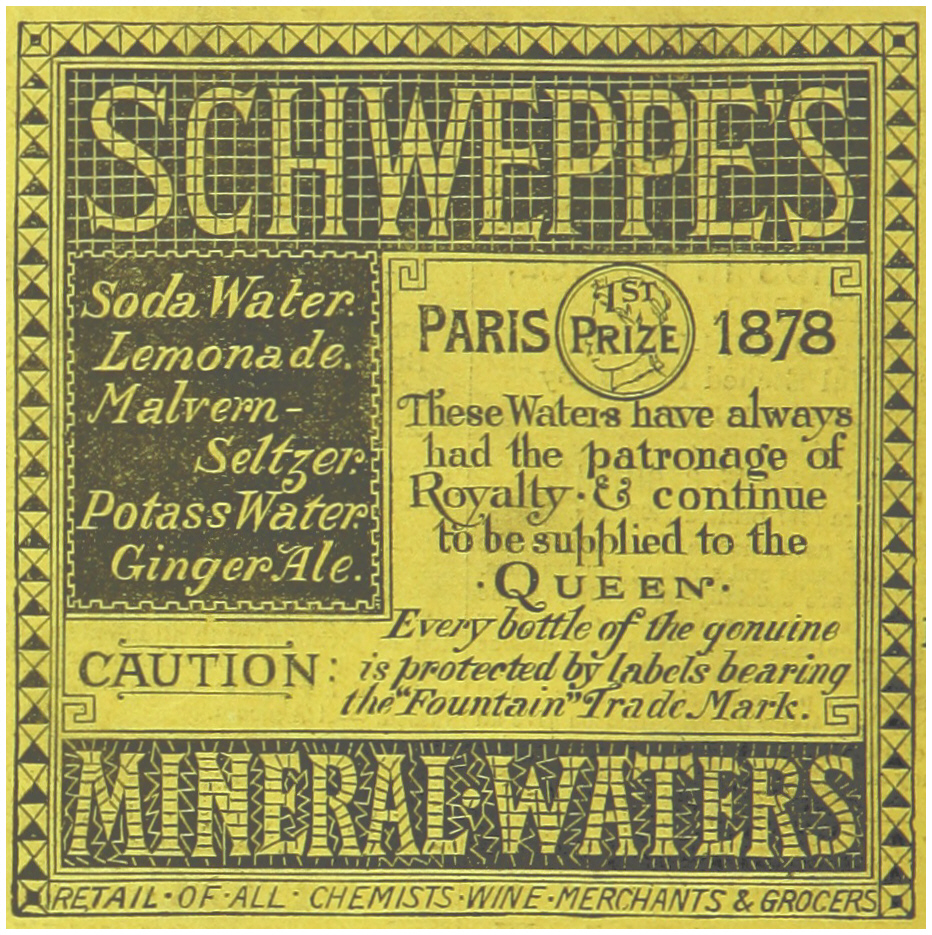
Un avís de 1883per Schweppe's Mineral-Waters

A finals del segle xviii, Johann Jacob Schweppe va desenvolupar un procés per fabricar aigua mineral amb gas basada en els descobriments de Joseph Priestley. Schweppes va fundar l'empresa Schweppes a Ginebra el 1783 per vendre aigua amb gas. En 1792 es va traslladar a Londres per desenvolupar-hi el negoci. En 1843 Schweppes va comercialitzar aigua de Malvern de Holywell Spring a les Malvern Hills, que esdevindria un favorit de la família reial britànica fins que la companyia matriu Coca-Cola va tancar la planta històrica el 2010 pel clamor local.
En 1969 Schweppes Company es va unir a Cadbury per esdevenir Cadbury Schweppes. Després d'adquirir moltes altres marques en els anys posteriors, la companyia es va dividir el 2008, amb la seva unitat de begudes nord-americana convertida en Keurig Dr Pepper i separada del seu negoci mundial de confiteria (ara part de Mondelez International). Keurig Dr Pepper és l'actual propietari de la marca comercial Schweppes.
Els productes de Mainstay Schweppes inclouen ginger ale (1870), bitter de llimona (1957), i aigua tònica (la primera tònica carbonatada – 1871).

## Màrqueting
Durant els anys 1920 i 1930, l'artista William Barribal va crear una sèrie de cartells per a Schweppes. En 1945 l'agència de publicitat STGarland Advertising Service Ltd., Londres, va encunyar la paraula Schweppervescence que va ser la primera utilitzada l'any següent. Posteriorment, es va utilitzar àmpliament en anuncis produïts per Garlands quan van vendre drets d'autor d'aquesta paraula a l'empresa Schweppes per 150 £ cinc anys més tard quan van cedir el compte.
Una campanya publicitària dels anys cinquanta i seixanta va comptar amb un autèntic oficial naval veterà anomenat Comandant Whitehead, qui va descriure el sabor de bombolles del producte (efervescència) com evanescència. El còmic Benny Hill també va aparèixer en una sèrie de comercials televisius de Schweppes als anys seixanta.
Una altra campanya va fer ús d'onomatopeia en els seus anuncis: "Schhh ... Vostè sap qui". després de sonar el gas escapant mentre s'obre l'ampolla.